# جزية
الجزية ما يعطيه أهل الذمة من المال،  في مقابل حمايتهم والدفاع عنهم. والجمع الجزى، وهي فعلة من الجزاء؛ ومنه الحديث: ليس على مسلم جزية؛ أراد أن الذمي إذا أسلم وقد مر بعض الحول لم يطالب من الجزية،  أعفى الإسلام من أداء الجزية النساء والصبيان والمساكين والرهبان وذوي العاهات، فلا تجبى الجزية من امرأة ولا فتاة، ولا صبي، ولا فقير، ولا شيخ، ولا أعمى، ولا أعرج، ولا راهب، ولا مختل في عقله. بل زاد الإسلام فتكفل بالإنفاق على من شاخ وعجز من أهل الذمة. الجزية كانت غالباً مبلغ ثابت كان يُقدَّر حسب حالتهم الاقتصادية.

## في الشريعة الإسلامية
لقد ذكرت في الآية 29 من سورة التوبة: ﴿قَاتِلُوا الَّذِينَ لَا يُؤْمِنُونَ بِاللَّهِ وَلَا بِالْيَوْمِ الْآخِرِ وَلَا يُحَرِّمُونَ مَا حَرَّمَ اللَّهُ وَرَسُولُهُ وَلَا يَدِينُونَ دِينَ الْحَقِّ مِنَ الَّذِينَ أُوتُوا الْكِتَابَ حَتَّى يُعْطُوا الْجِزْيَةَ عَنْ يَدٍ وَهُمْ صَاغِرُونَ ۝٢٩﴾ [التوبة:29]، وقال القرطبي في تفسيره لهذه الآية:
قوله تعالى: «قاتلوا الذين لا يؤمنون بالله ولا باليوم الآخر» لما حرم الله تعالى على الكفار أن يقربوا المسجد الحرام، وجد المسلمون في أنفسهم بما قطع عنهم من التجارة التي كان المشركون يوافون بها، قال الله عز وجل: «وإن خفتم عيلة» [التوبة:28] (الآية). على ما تقدم. ثم أحل في هذه الآية الجزية وكانت لم تؤخذ قبل ذلك، فجعلها عوضا مما منعهم من موافاة المشركين بتجارتهم. فقال الله عز وجل: «قاتلوا الذين لا يؤمنون بالله ولا باليوم الآخر» الآية. فأمر سبحانه وتعالى بمقاتلة جميع الكفار لإصفاقهم على هذا الوصف، وخص أهل الكتاب بالذكر إكراما لكتابهم، ولكونهم عالمين بالتوحيد والرسل والشرائع والملل، وخصوصا ذكر محمد صلى الله عليه وسلم وملته وأمته. فلما أنكروه تأكدت عليهم الحجة وعظمت منهم الجريمة، فنبه على محلهم ثم جعل للقتال غاية وهي إعطاء الجزية بدلا عن القتل. وهو الصحيح. قال ابن العربي: سمعت أبا الوفاء علي بن عقيل في مجلس النظر يتلوها ويحتج بها. فقال: «قاتلوا» وذلك أمر بالعقوبة. ثم قال: «الذين لا يؤمنون» وذلك بيان للذنب الذي أوجب العقوبة. وقوله: «ولا باليوم الآخر» تأكيد للذنب في جانب الاعتقاد. ثم قال: «ولا يحرمون ما حرم الله ورسوله» زيادة للذنب في مخالفة الأعمال. ثم قال: «ولا يدينون دين الحق» إشارة إلى تأكيد المعصية بالانحراف والمعاندة والأنفة عن الاستسلام. ثم قال: «من الذين أوتوا الكتاب» تأكيد للحجة، لأنهم كانوا يجدونه مكتوبا عندهم في التوراة والإنجيل. ثم قال: «حتى يعطوا الجزية عن يد» فبين الغاية التي تمتد إليها العقوبة وعين البدل الذي ترتفع به.

وقال القرطبي كذلك: «قال علماؤنا: الذي دل عليه القرآن أن الجزية تؤخذ من المقاتلين، وهذا إجماع من العلماء على أن الجزية إنما توضع على جماجم الرجال الأحرار البالغين، وهم الذين يقاتلون دون النساء والذرية والعبيد والمجانين المغلوبين على عقولهم والشيخ الفاني».
وقد ذكر الرزاي أيضا في تفسيره للآية المذكورة في الأعلى:
قال الواحدي: الجزية هي ما يعطي المعاهد على عهده، وهي فعلة من جزى يجزى إذا قضى ما عليه، واختلفوا في قوله: {عن يد} قال صاحب الكشاف قوله: {عن يد} إما أن يراد به يد المعطي أو يد الآخذ، فإن كان المراد به المعطي، ففيه وجهان:
أحدهما: أن يكون المراد {عن يد} مؤاتية غير ممتنعة، لأن من أبى وامتنع لم يعط يده بخلاف المطيع المنقاد، ولذلك يقال: أعطى يده إذا انقاد وأطاع، ألا ترى إلى قولهم نزع يده عن الطاعة، كما يقال: خلع ربقة الطاعة من عنقه.
وثانيهما: أن يكون المراد حتى يعطوها عن يد إلى يد نقدا غير نسيئة ولا مبعوثا على يد أحد، بل على يد المعطي إلى يد الآخذ.
وأما قوله: {وهم صاغرون} فالمعنى أن الجزية تؤخذ منهم على الصغار والذل والهوان بأن يأتي بها بنفسه ماشيا غير راكب، ويسلمها وهو قائم والمتسلم جالس. ويؤخذ بلحيته، فيقال له: أد الجزية وإن كان يؤديها ويزج في قفاه، فهذا معنى الصغار. وقيل: معنى الصغار هاهنا هو نفس إعطاء الجزية، وللفقهاء أحكام كثيرة من توابع الذل والصغار مذكورة في كتب الفقه.

وقد جاء في تفسير البغوي بخصوص الآية المذكورة بالأعلى:
قال الله تعالى: {قاتلوا الذين لا يؤمنون بالله ولا باليوم الآخر} فإن قيل: أهل الكتاب يؤمنون بالله واليوم الآخر؟ قيل: لا يؤمنون كإيمان المؤمنين، فإنهم إذا قالوا عزير ابن الله والمسيح ابن الله، لا يكون ذلك إيمانا بالله. {ولا يحرمون ما حرم الله ورسوله ولا يدينون دين الحق} أي: لا يدينون الدين الحق، أضاف الاسم إلى الصفة. وقال قتادة: الحق هو الله، أي: لا يدينون دين الله، ودينه الإسلام. وقال أبو عبيدة: معناه ولا يطيعون الله تعالى طاعة أهل الحق. {من الذين أوتوا الكتاب} يعني: اليهود والنصارى. {حتى يعطوا الجزية} وهي الخراج المضروب على رقابهم، {عن يد} عن قهر وذل. قال أبو عبيدة: يقال لكل من أعطى شيئا كرها من غير طيب نفس: أعطاه عن يد. وقال ابن عباس: يعطونها بأيديهم ولا يرسلون بها على يد غيرهم. وقيل: عن يد أي: عن نقد لا نسيئة. وقيل: عن إقرار بإنعام المسلمين عليهم بقبول الجزية منهم، {وهم صاغرون} أذلاء مقهورون. قال عكرمة: يعطون الجزية عن قيام، والقابض جالس. وعن ابن عباس قال: تؤخذ منه ويوطأ عنقه.
وقال الكلبي: إذا أعطى صفع في قفاه.
وقيل: يؤخذ بلحيته ويضرب في لهزمتيه.
وقيل: يلبب ويجر إلى موضع الإعطاء بعنف.
وقيل: إعطاؤه إياها هو الصغار.

أما دليل شرعيتها من السنة النبوية؛ ما جاء في صحيح البخاري:
أخبرنا أبو عبد الله الحافظ، وأبو سعيد بن أبي عمرو، قالا: حدثنا أبو العباس محمد بن يعقوب، حدثنا هلال بن العلاء الرقي، حدثنا عبد الله بن جعفر، حدثنا المعتمر بن سليمان، حدثنا سعيد بن عبيد الله الثقفي، أنا بكر بن عبد الله المزني، وزياد بن جبير، عن جبير بن حية، فذكر الحديث الطويل:. " فأمرنا نبينا رسول ربنا ﷺ أن نقاتلكم حتى تعبدوا الله وحده، أو تؤدوا الجزية، وأخبرنا نبينا رسول الله ﷺ عن رسالة ربنا، أنه من قتل منا صار إلى الجنة ونعيم لم ير مثله قط، ومن بقي منا ملك رقابكم.

## الفئات المفروض عليها الجزية
قد اختلف العلماء فيمن تؤخذ منه الجزية، قال الشافعي: لا تقبل الجزية إلا من أهل الكتاب خاصة عربا كانوا أو عجما لهذه الآية، فإنهم هم الذين خصوا بالذكر فتوجه الحكم إليهم دون من سواهم لقوله عز وجل: {فاقتلوا المشركين حيث وجدتموهم} [التوبة: 5]. ولم يقل: حتى يعطوا الجزية كما قال في أهل الكتاب. وقال: وتقبل من المجوس بالسنة، وبه قال أحمد وأبو ثور. وهو مذهب الثوري وأبي حنيفة وأصحابه.
وقال الأوزاعي: تؤخذ الجزية من كل عابد وثن أو نار أو جاحد أو مكذب. وكذلك مذهب مالك، فإنه رأى أن الجزية تؤخذ من جميع أجناس الشرك والجحد، عربيا أو عجميا، تغلبيا أو قرشيا، كائنا من كان، إلا المرتد.
وقال ابن القاسم وأشهب وسحنون: تؤخذ الجزية من مجوس العرب والأمم كلها. وأما عبدة الأوثان من العرب فلم يستن الله فيهم جزية، ولا يبقى على الأرض منهم أحد، وإنما لهم القتال أو الإسلام. ويوجد لابن القاسم: أن الجزية تؤخذ منهم، كما يقول مالك. وذلك في التفريع لابن الجلاب وهو احتمال لا نص.
لا تفرض الجزية على المستأمن الذي يقدم بلاد المسلمين من غير استيطان لها.

## شروط من تُفرض عليهم الجزية
وضع الفقهاء مجموعة من الشروط التي يجب أن يُتّصَف بها الذمي لأداء الجزية، وكان هناك خلاف في بعضها، وهي كالتالي:

### الذّكورة والبلوغ
اتفق جميع الفقهاء على أن الذّكورة والبلوغ تشترطان لأخذ الجزية، ولذلك لا توضع على النساء أو الخناثى ولا على الصبيان حتى يبلغوا. ويقول ابن قدامة في هذا الصدد: لا نعلم بين أهل العلم خلافا في هذا. وبه قال مالك، وأبو حنيفة، وأصحابه، والشافعي، وأبو ثور. وقال ابن المنذر: ولا أعلم عن غيرهم خلافهم.
واستدلّوا لهذا بوجهين. من الكتاب، إذ الذي دل عليه القرآن هو أن الجزية تؤخذ من الرجال المقاتلين، لأنه تعالى قال: ﴿قاتِلُوا الَّذِينَ﴾ إلى قوله: ﴿حَتَّى يُعْطُوا الْجِزْيَةَ﴾ فالمقاتلة مفاعلة من القتال تستدعي أهليّة القتال من الجانبين،  فيقتضي ذلك وجوبها على من يقاتل، دون من ليس أهلا للقتال، كالنساء والذرية وغيرهم. ومن السنة، ما روى أبو عبيد، سعيد، والأثرم عن عمر رضي الله عنه أنه كتب إلى أمراء الأجناد: «أن يضربوا الجزية، ولا يضربوها على النساء والصبيان ولا يضربوها إلا على من جرت عليه المواسي.» قال أبو عبيد: يعني من أنبت. وقد جاء في كتاب النبي ﷺ إلى معاذ باليمن، فيما رواه أبي داود، الترمذي، النسائي والشافعي في مسنده: «خُذْ مِنْ كُلِّ حالِمٍ ديناراً»،  مما يدل على أنها لا تجب على الأنثى والغير بالغ.
فإن بذلتها امرأة أخبرت أنه لا جزية عليها، فإن قالت: أنا أتبرع بها، قُبل منها ولم تكن جزية، ولو شرطته على نفسها، ولها الرجوع متى شاءت. وإذا بلغ الصبي من أهل الذمة، لم يحتاج إلى تجديد العقد، بل العقد الأول يتناول البالغين ومن سيبلغ من أولادهم أبداً. وعلى هذا استمرت سنة رسول الله ﷺ وسنة خلفائه كلهم في جميع الأعصار، لم يفردوا كل من بلغ بعقد جديد. وقال الشافعي أن يخير البالغين بين التزام العقد وبين أن يُرد إلى مأمنه، فإن اختار الذمة عُقدت له وإن اختار اللحاق بمأمنه أُجيب إليه. وقال الماوردي في الأحكام السلطانية: «وقول الجمهور أصح وأولى، فإنه لم يأت عن النبي ﷺ ولا عن أحد خلفائه تجديد العقد لهؤلاء، ولا يعرف أنه عمل به في وقت من الأوقات ولا يهمل الأئمة مثل هذا الأمر لو كان مشروعا.»

### العقل
بالمثل، اتفق جميع الفقهاء على أن العقل يشترط لأخذ الجزية، وبالتالي لا توضع على المجنون حتى يفيق،  ونقل الإجماع كل من ابن قدامة، وابن المنذر، والقرطبي، وابن هبيرة،  ولكن ابن رشد ذكر خلافاً في المجنون،  وذكره النّوويّ نقلاً عن البيان وجهاً ضعيفاً للشّافعيّة، وعلّق عليه بالقول: وليس بشيء.
ويأتي الاستدلال هنا بناءً على قوله تعالى: ﴿قاتِلُوا الَّذِينَ﴾ إلى قوله: ﴿حَتَّى يُعْطُوا الْجِزْيَةَ﴾، فيقتضي ذلك وجوبها على من يقاتل، دون المجانين المغلوبين على عقولهم، والأصناف أخرى.
والجمهور أن من أفاق من مجانين أهل الذمة فهو من أهلها بالعقد الأول، لا يحتاج إلى استئناف عقدٍ لها، بخلاف الشافعي،  كما سبق ذكره أعلاه.

### الحرّيّة
وأجمعوا كذلك أنها لا تُؤخد من العبيد، سواء كان العبد مملوكا لمسلم أو كافر. وقد نقل هذا الاتّفاق ابن المنذر، وابن قدامة، والقرطبي، وابن رشد، وابن هبيرة.
ويأتي الاستدلال بناءً على قوله تعالى: ﴿قاتِلُوا الَّذِينَ﴾ إلى قوله: ﴿حَتَّى يُعْطُوا الْجِزْيَةَ﴾ ويدل على أنه ليس على العبد وإن كان مقاتلا، لأنه لا مال له، ولأنه تعالى قال: ﴿حَتَّى يُعْطُوا﴾  ولا يقال لمن لا يملك حتى يعطي.
وذهب أحمد في رواية عنه إلى أنّ العبد إذا كان مملوكاً لسيّد كافر تؤخذ الجزية من سيّده الكافر،  ولكن المنصوص عن أحمد هو أنه لا جزية عليه، وهو قول عامة أهل العلم.

### المقدرة الماليّة
وقول الجمهور من الحنفية والمالكية والحنابلة والشافعي في أحد أقواله هو أن لا جزية على الفقير العاجز عن أدائها.
ويأتي تعليل ذلك في وجهين. من القرآن، إذ قالوا إنّ الجزية مال يجب بحلول الحول، فلا يلزم الفقير العاجز عن الكسب كالزّكاة والدّية. وأنّ العاجز عن الأداء معذور شرعاً فيما هو حقّ العباد، لقوله تعالى: ﴿وإنْ كانَ ذو عُسْرَةٍ فَنَظِرَةٌ إلى مَيسَرةٍ﴾ ففي الجزية أولى. ولقوله تعالى: ﴿لَا يُكَلِّفُ اللَّهُ نَفْسًا إِلَّا مَا آتَاهَا ۚ﴾، و﴿لَا يُكَلِّفُ اللَّهُ نَفْسًا إِلَّا وُسْعَهَا ۚ﴾. وجه الاستدلال من الآيتان أنّ الفقير العاجز عن الكسب ليس في وسعه أن يدفع الجزية، ومتى كان الأمر كذلك فلا يكلّف بها،  ولا واجب مع عجز، ولا حرام مع ضرورة. وكذلك لأنه تعالى قال: ﴿حَتَّى يُعْطُوا﴾، ولا يقال لمن لا يملك حتى يعطي. ومن السنة، أن عمر رضي الله عنه جعل الجزية على ثلاث طبقات، جعل أدناها على الفقير المعتمل، فيدل على أن غير المعتمل لا شيء عليه. وقد كان ذلك بمحضر الصّحابة رضوان الله عليهم، ولم ينكر عليه أحد، فهو إجماع. ويروي الإمام أبو يوسف أن:
و جاء في كتاب خالد بن الوليد لأهل الحيرة:
ومما يدل كذلك على أن الجزية مراعى فيها المقدرة المالية، ما روي أن عمر بن الخطاب حينما أجلى نصارى نجران اليمن إلى نجران العراق، وضع عنهم الجزية أربعة وعشرين شهراً حتى يتم استقرارهم ويبدأ إنتاجهم، وكتب لهم عهداً جاء فيه: «فمن حضرهم من رجل مسلم فلينصرهم على من ظلمهم، فإنهم أقوام لهم الذمة وجزيتهم عنهم متروكة أربعة وعشرين شهراً بعد أن يقدموا، ولا يكلفوا إلا من صنعهم البر، غير مظلومين ولا معتدى عليهم.»
والخلاف الذي ذكره ابن رشد،  هو قول آخر للشافعي وأبي ثور ذهبا فيه إلى أنها تستقر في ذمته وتؤخذ منه إذا قدر عليها،  استدلالا بعموم حديث: «خُذْ مِنْ كُلِّ حالِمٍ ديناراً»،  ويعقب ابن قدامة على ذلك بالقول: «أما الحديث، فيتناول الأخذ ممن يمكن الأخذ منه، ومن لا يمكن الأخذ منه، فالأخذ منه مستحيل، فكيف يؤمر به!» ويقول ابن القيم: «وقد تقدم أن عمر رضي الله عنه أجرى على السائل الذمي رزقه من بيت المال، فكيف يكلف أداء الجزية، وهو يرزق من بيت مال المسلمين؟!»

### السّلامة من العاهات المزمنة
اشترط الفقهاء كذلك السلامة من العاهات المزمنة كالمرض، أو العمى، أو الكبر المقعد عن العمل والقتال، لأخذ الجزية. فظاهر الرّواية عند الحنفيّة ومذهب أحمد، والشّافعيّ في أحد قوليه: أنّ الجزية لا تؤخذ من هؤلاء ولو كانوا موسرين. واستدلّوا بقوله تعالى: ‌قَاتِلُوا الَّذينَ لا يُؤمنونَ باللَّهِ ولا باليومِ الآخِرِ‌. ففحوى الآية يدلّ على أنّ الجزية تؤخذ ممّن كان منهم من أهل القتال، لاستحالة الخطاب بالأمر بقتال من ليس من أهل القتال، إذ القتال لا يكون إلاّ بين اثنين ومن يمكنه أداؤه من المحترفين، ولذلك لا تؤخذ الجزية ممّن لم يكن من أهل القتال: كالأعمى والزّمن والمفلوج والشّيخ الكبير الفاني: سواء أكان موسرا أم غير موسر. وذهب المالكيّة وأبو يوسف من الحنفيّة إلى أنّ الجزية تؤخذ من الزّمنى والعميان والشّيوخ الكبار إذا كان لهم مال. ومذهب أبي ثور أنّ الجزية تؤخذ من المصابين بالعاهات المزمنة، ولو لم يكونوا موسرين.

### ألا يكون من الرّهبان المنقطعين للعبادة في الصّوامع
اختلف الفقهاء في أخذ الجزية من الرّهبان المنقطعين للعبادة في الصّوامع، اللذين لا يخالطون النّاس في معايشهم ومساكنهم، ويشركوهم في الرّأي والمشورة والمكايد الحربيّة.
فذهب أبو حنيفة في رواية القدوريّ، ومالك، وأحمد في رواية، والشّافعيّ في أحد قوليه إلى أنّ الجزية لا تفرض عليهم سواء كانوا قادرين على العمل أم غير قادرين. لأنّ الرّهبان لا يقتلون ولا يتعرّض لهم، لما جاء في وصيّة أبي بكر الصّدّيق ليزيد بن أبي سفيان حين وجّهه إلى الشّام: «لا تقتل صبيّاً ولا امرأة وستمرّون على أقوام في الصّوامع احتبسوا أنفسهم فيها، فدعهم». ولأنّ الرّاهب من جملة الفقراء، لأنّه إنّما ترك له من المال اليسير. وذهب أبو حنيفة في رواية نقلها عنه محمّد بن الحسن، وهو قول أبي يوسف وأحمد في رواية إلى أنّ الجزية توضع على الرّهبان إذا كانوا قادرين على العمل. قال أبو يوسف: «المترهّبون الّذين في الدّيارات إذا كان لهم يسار أخذ منهم، وإن كانوا إنّما هم مساكين يتصدّق عليهم أهل اليسار منهم لم يؤخذ منهم، وكذلك أهل الصّوامع إن كان لهم غنى ويسار، وإن كانوا قد صيّروا ما كان لهم لمن ينفقه على الدّيارات ومن فيها من المترهّبين والقوّام أخذت الجزية منهم.» وذهب الشّافعيّ في قول وأبو ثور إلى أنّ الجزية تجب على الرّهبان.

### ألا يكون من الفلاحين والحراثين الذين لا يقاتلون
أما الفلاحون الذين لا يقاتلون والحراثون فظاهر كلام الأصحاب أن تؤخذ منهم الجزية، لأنهم لم يستثنوهم مع من استثني، وظاهر كلام أحمد أنه لا جزية عليهم، فإنه قال: «من أطبق بابه على نفسه ولم يقاتل لم يقتل، ولا جزية عليه.»

## مقدار الجزية
اختلف العلماء في تحديد مقدار الجزية، وذلك لعدم ذكرها في الآية التي فرضت الجزية في سورة التوبة، وقد ذكر القرطبي في تفسيره:
لم يذكر الله سبحانه وتعالى في كتابه مقدارا للجزية المأخوذة منهم. وقد اختلف العلماء في مقدار الجزية المأخوذة منهم، فقال عطاء بن أبي رباح: لا توقيت فيها، وإنما هو على ما صولحوا عليه. وكذلك قال يحيى بن آدم وأبو عبيد والطبري، إلا أن الطبري قال: أقله دينار وأكثره لا حد له. واحتجوا بما رواه أهل الصحيح عن عمرو بن عوف: أن رسول الله صلى الله عليه وسلم صالح أهل البحرين على الجزية.
وقال الشافعي: دينار على الغني والفقير من الأحرار البالغين لا ينقص منه شيء واحتج بما رواه أبو داود وغيره عن معاذ: أن رسول الله صلى الله عليه وسلم بعثه إلى اليمن وأمره أن يأخذ من كل حالم دينارا في الجزية. قال الشافعي: وهو المبين عن الله تعالى مراده. وهو قول أبي ثور. قال الشافعي: وإن صولحوا على أكثر من دينار جاز، وإن زادوا وطابت بذلك أنفسهم قبل منهم. وإن صولحوا على ضيافة ثلاثة أيام جاز، إذا كانت الضيافة معلومة في الخبز والشعير والتبن والإدام، وذكر ما على الوسط من ذلك وما على الموسر وذكر موضع النزول والكن من البرد والحر.
وقال مالك فيما رواه عنه ابن القاسم وأشهب ومحمد بن الحارث بن زنجويه: إنها أربعة دنانير على أهل الذهب وأربعون درهما على أهل الورق، الغني والفقير سواء ولو كان مجوسيا. لا يزاد ولا ينقص على ما فرض عمر لا يؤخذ منهم غيره. وقد قيل: إن الضعيف يخفف عنه بقدر ما يراه الامام.
وقال ابن القاسم: لا ينقص من فرض عمر لعسر ولا يزاد عليه لغنى. قال أبو عمر: ويؤخذ من فقرائهم بقدر ما يحتملون ولو درهما. وإلى هذا رجع مالك.
وقال أبو حنيفة وأصحابه ومحمد بن الحسن وأحمد بن حنبل: اثنا عشر، وأربعة وعشرون، وأربعون. قال الثوري: جاء عن عمر بن الخطاب في ذلك ضرائب مختلفة، فللوالي أن يأخذ بأيها شاء، إذا كانوا أهل ذمة. وأما أهل الصلح فما صولحوا عليه لا غير.

ويقول وهبة الزحيلي:
و مما يدل على عدالة الإسلام أنه ترك أمر تقدير الجزية إلى إجتهاد ولي الأمر بحسب ما يرى من حالات اليسار والفقر في مختلف البيئات والأزمان، وهذا ما نرجحه لاختلاف المقادير التي رويت في السنه وفعل الصحابة، وهو رأي سفيان الثوري وأبي عبيد والشيعة الإمامية، ونقل الماوردي: أنه رأي مالك، وهو رواية أيضاً عن أحمد. ونظراً لاختلاف المروي عن الرسول ﷺ ذهب أئمة المذاهب إلى تقدير الجزية وأقلها دينار أو اثنى عشر درهماً.

## أنواع الجزية
ذكر ابن رشد في كتابه حول الفقه المقارن بداية المجتهد أن الجزية عند الفقهاء ثلاثة أصناف:
1. جزية عَنْويَّة: وهي هذه التي تكلمنا فيها. وهي التي تفرض على الحربيين بعد غلبتهم.[42]
2. جزية صُلحيَّة: وهي التي يبذلونها طواعية منهم بغير حرب، طلباً للمصلحة والمسالمة مع المسلمين. وهذه ليس فيها تحديد لا في مقداره، ولا فيمن يجب عليه، ولا متى يجب عليه، وإنما ذلك كله راجع إلى الاتفاق الواقع في ذلك بين المسلمين وأهل الصلح، إلا أن يقول قائل: إنه إن كان قبول الجزية الصلحية واجب على المسلمين، فقد يجب أن يكن هنا قدر ما إذا أعطاه الكفار من أنفسهم: وجب على المسلمين قبول ذلك منهم، فيكون أقلها محدوداً وأكثرها غير محدود. ويعلق يوسف القرضاوي على هذا القول بأنه لا يعلم نصاً معتبراً يجب ذلك الحد، بل هو متروك لاجتهاد أولي الأمر بما يحقق مقاصد الشريعة، ومصلحة الأمة، لأن فقه السياسة الشرعية فقه توسعة، لأنه مبني على فقه الموازنات، وفقه الأولويات، وفقه المقاصد، وفقه المآلات، كل ما على ولي الأمر ألا يستبد بالرأي، بل عليه أن يستشير أهل العلم، وأهل الخبرة، وأهل الحكمة، ويأخد برأيهم فيما أجمعوا عليه، أو اجتمع أكثرهم عليه. فقد وصف الله مجتمع المؤمنين بقوله: ﴿وَأَمْرُهُمْ شُورَىٰ بَيْنَهُمْ﴾، وأمر رسوله بقوله: ﴿وَشَاوِرْهُمْ فِي الْأَمْرِ ۖ﴾.[42]
3. جزية عُشْرية: وذلك أن جمهور العلماء على أنه ليس على أهل الذمة عشر ولا زكاة أصلاً في أموالهم. إلا ما روي عن طائفة منهم: أنهم ضاعفوا الصدقة على نصارى بني تغلب. وممن قال بهذا القول: الشافعي وأبو حنيفة وأحمد والثوري، وهو فعل عمر بن الخطاب رضي الله عنه.[42]

## الفرق بين الزكاة والجزية
| الزكاة                                                                             | الجزية |
| ---------------------------------------------------------------------------------- | --- |
| تجب على كل مسلم، سواء أكان ذكر أم أنثى                                             | تجب فقط على الفئات التي تفرض عليها الجزية من أهل الذمة، ولا تجب على الصبيان والنساء والمجنون والشيخ الفان والأعمى والمريض ومن يرجى برؤه والفقير |
| اشتراط الحول (مرور سنة كاملة تبدأ من وقت بلوغ النصاب)                              | لا يشترط الحول (حيث تدفع بالأحرى سنويا) |
| اشتراط بلوغ النصاب (وهو الحد والقدر الذي تجب فيه الزكاة إذا بلغه المال أو ما شابه) | لا يشترط بلوغ مال الذمي أو أملاكه النصاب لكي يخرج الجزية                                                                                        |
| مقدار الزكاة ثابتة ومحددة شرعا مثلا بالنسبة للمال 2.5 في المئة.                    | أقله دينار وأكثره لا حد له، ومقداره غير محدد شرعا                                                                                               |
| فقط صاحب المال أو الملك هو الذي يدفع (لن يدفع عن الأبناء)                          | على كل حالم (بالغ) في البيت قادر على القتال |
| الامتناع عن الزكاة ليس له عقوبة شرعية في الدنيا، ولكن يؤجل إلى يوم القيامة         | الامتناع عن الجزيه بحسب السبب: فقر، يعفى منها بل ويعطى من بيت مال المسلمين. استكبار وبدون سبب: يعاقب بالخروج من بلاد المسلمين.                  |
| تعطى بعزة النفس                                                                    | تؤخذ مع إذلال وقهر دافعها. |

## لدى الأمم السابقة قبل الإسلام
إن الجزية كانت مقررة عند مختلف الأمم التي سبقت الإسلام، كبني إسرائيل واليونان والرومان والبيزنطيين والفرس، وكان أول من سن الجزية من الفرس كسرى أنو شروان (531 – 579م) حيث إنه رتب أصولها وجعلها طبقات.
والأنبياء عليهم السلام حين غلبوا على بعض الممالك بأمر الله ونصرته أخذوا الجزية من الأمم المغلوبة، بل واستعبدوا الأمم المغلوبة، كما صنع النبي يشوع مع الكنعانيين حين تغلب عليهم «فلم يطردوا الكنعانيين الساكنين في جازر. فسكن الكنعانيون في وسط افرايم إلى هذا اليوم وكانوا عبيداً تحت الجزية»،  فجمع لهم بين العبودية والجزية.
وأحيانًا يأتي مصطلح الجزية في العهد الجديد بمعنى أداء الجزية للسلاطين وهو مختلف عن معنى الجزية في الإسلام. وقد يكون أشبه بالزكاة، حيث يعطي العهد الجديد أداء الجزية للسلاطين قداسة ويجعله أمراً دينياً، إذ يقول: «لتخضع كل نفس للسلاطين، السلاطين الكائنة هي مرتبة من الله. حتى إن من يقاوم السلطان يقاوم ترتيب الله، والمقاومون سيأخذون لأنفسهم دينونة. إذ هو خادم الله، منتقم للغضب من الذي يفعل الشر. لذلك يلزم أن يخضع له ليس بسبب الغضب فقط، بل أيضا بسبب الضمير. فإنكم لأجل هذا توفون الجزية أيضاً، إذ هم خدام الله مواظبون على ذلك بعينه، فأعطوا الجميع حقوقهم، الجزية لمن له الجزية، الجباية لمن له الجباية، والخوف لمن له الخوف، والإكرام لمن له الإكرام». وكذلك ورد معنى شبيه في متى 16 - 21: «فَأَرْسَلُوا إِلَيْهِ تَلاَمِيذَهُمْ مَعَ الْهِيرُودُسِيِّينَ قَائِلِينَ: «يَا مُعَلِّمُ، نَعْلَمُ أَنَّكَ صَادِقٌ وَتُعَلِّمُ طَرِيقَ اللهِ بِالْحَقِّ، وَلاَ تُبَالِي بِأَحَدٍ، لأَنَّكَ لاَ تَنْظُرُ إِلَى وُجُوهِ النَّاسِ.  فَقُلْ لَنَا: مَاذَا تَظُنُّ؟ أَيَجُوزُ أَنْ تُعْطَى جِزْيَةٌ لِقَيْصَرَ أَمْ لاَ؟» فَعَلِمَ يَسُوعُ خُبْثَهُمْ وَقَالَ: «لِمَاذَا تُجَرِّبُونَنِي يَا مُرَاؤُونَ؟ أَرُونِي مُعَامَلَةَ الْجِزْيَةِ». فَقَدَّمُوا لَهُ دِينَارًا. فَقَالَ لَهُمْ: «لِمَنْ هذِهِ الصُّورَةُ وَالْكِتَابَةُ؟» قَالُوا لَهُ: «لِقَيْصَرَ». فَقَالَ لَهُمْ: «أَعْطُوا إِذًا مَا لِقَيْصَرَ لِقَيْصَرَ وَمَا للهِ للهِ».». وقد نقل العهد الجديد شيوع هذه الصورة حين قال المسيح لسمعان: «ماذا تظن يا سمعان؟ ممن يأخذ ملوك الأرض الجباية أو الجزية، أمن بنيهم أم من الأجانب؟ قال له بطرس من الأجانب. قال له يسوع: فإذاً البنون أحرار».

## في العصور الحديثة
لم تعد الجزية أو وضعية أهل الذمة تفرض على الأقليات غير المسلمة وفي الدول ذات الأغلبية المسلمة. في القرن الحادي والعشرين، يُنظر إلى الجزية على نطاق واسع على أنها تتعارض مع المفاهيم العلمانية المعاصرة للحقوق المدنية للمواطنين والمساواة أمام القانون،  على الرغم من وجود تقارير عن إجبار الأقليات الدينية في مناطق النزاع والمناطق الخاضعة لعدم الاستقرار السياسي على دفع الجزية.
في عام 2009، قيل أن مجموعة من المسلحين الذين أشاروا إلى أنفسهم باسم طالبان قد فرضوا ضريبة الجزية على الأقلية السيخية في باكستان بعد احتلالهم لبعض المنازل التابعة للطائفة السيخية واختطاف أحد زعماء السيخ.
في فبراير من عام 2014، أعلن تنظيم الدولة الإسلامية (داعش) أنها تعتزم على فرض ضريبة الجزية على المسيحيين في مدينة الرقة في سوريا، والتي تسيطر عليها. فرض على المسيحيين الذين رفضوا قبول وضعية أهل الذمة ودفع الضريبة إما أن اعتناق الإسلام أو المغادرة أو الإعدام. فرض على المسيحيين الأثرياء دفع نصف أوقية من الذهب، أي ما يعادل 664 دولارًا أمريكيًا مرتين في السنة؛ في حين فرض على المسيحيين من الطبقة المتوسطة دفع نصف هذا المبلغ، بينما فرض على الفقراء المسيحيين دفع ربع هذا المبلغ. وفي يونيو، ذكر معهد دراسة الحرب أن تنظيم الدولة الإسلامية (داعش) تدعي أنها جمعت الجزية. وفي 18 يوليو من عام 2014، أمر داعش المسيحيين في الموصل بقبول عقد الذمة ودفع الجزية أو اعتناق الإسلام. وإذا رفضوا قبول أيٍّ من الخيارات الثلاثة فسوف يُقتلون.

## حاشية
1. ↑  سورة التوبة، الآية 29
2. ↑  تخريج: يوسف بن أحمد البكري أبو براء وأحمد بن توفيق العاروري أبو أحمد: في «الأموال» (رقم 93)، وأخرجه عبد الرزاق (19267) من طريق معمر عن أيوب... مثله به. قلت: وهذا إسناد صحيح رجاله ثقات رجال الشيخين. والأثر أخرجه ابن أبي شيبة في «المصنف» (582/7) والبيهقي في «سننه» (195/9–196) من طريق عبد الرحيم بن سليمان عن عبيد الله بن عمر عن نافع به. قلت: وهذا إسناد صحيح – أيضاً – رجاله رجال الشيخين. وأخرجه البيهقي في «سننه» (198/9) من طريق زهير بن معاوية عن الحسن بن الحر عن نافع به. قلت: وهذا إسناد صحيح أيضاً رجاله ثقات.[14]
3. ↑  تخريج: يوسف بن أحمد البكري أبو براء وأحمد بن توفيق العاروري أبو أحمد: أخرجه أحمد في «مسنده» (230/5) وأبو داود في «سننه» (1578) والترمذي (619–تحفة) والنسائي (25/5–26) وابن ماجة (1803) والدارمي (382/1) والحاكم (398/1) والبيهقي في «سننه» (98/4 و193/9) والدارقطني (102/2) وابن حبان في «صحيحه» (4886) من طريق الأعمش عن شقيق بن سلمة أبي وائل عن مسروق عن معاذ بن جبل به. قال الترمذي: حديث حسن. وقال الحاكم: صحيح على شرط الشيخين ووافقه الذهبي. وجود إسناده ابن القيم، وقد قيل إن مسروقاً لم يسمع من معاذ فيكون الإسناد منقطع. ورد هذا القول ابن عبد البر في «التمهيد» (275/2) فقال: «وقد روي هذا الخبر عن معاذ بإسناد متصل صحيح ثابت». وقال ابن حزم الأندلسي في «المحلى» (16/6): «فوجدنا حديث مسروق إنما ذكر فيه فعل معاذ باليمن في زكاة البقر وهو بلا شك قد أدرك معاذاً وشهيد حكمه وعمله المشهور المنتشر، فصار نقله لذلك ولأنه عن عهد رسول الله ﷺ نقلاً عن الكافة عن معاذ بلا شك، فوجب القول به».[19]
4. ↑  سورة التوبة، الآية 29
5. ↑  سورة التوبة، الآية 29
6. ↑  سورة التوبة، الآية 29
7. ↑  سورة البقرة، الآية 280
8. ↑  سورة الطلاق، الآية 7
9. ↑  سورة البقرة، الآية 286
10. ↑  سورة التوبة، الآية 29
11. ↑  سورة التوبة، الآية 60
12. ↑  سورة التوبة، الآية 29